# Пшеничнов, Игорь Анатольевич
Игорь Анатольевич Пшеничнов (р. 07.02.1964) — российский физик-теоретик, занимается вычислительной физикой и Монте-Карло моделированием.
Окончил школу им. А. Н. Колмогорова (1981), кафедру физики атомного ядра  физфака МГУ (1987).
Доктор физико-математических наук, тема диссертации: «Электромагнитные возбуждения и фрагментация ультрарелятивистских ядер».
В настоящее время — ведущий научный сотрудник Лаборатории релятивистской ядерной физики Отдела экспериментальной физики Института ядерных исследований РАН, Москва.
По совместительству - профессор МФТИ. Читает лекции по релятивистской ядерной физике на кафедре "Фундаментальные взаимодействия и космология" ЛФИ МФТИ.
Научные темы: ядро-ядерные столкновения, спектаторная материя, фотоядерные реакции, адронная и тяжелоионная терапия, моделирование прохождения частиц через вещество.
Участник эксперимента ALICE в ЦЕРН.
Полный список публикаций: http://www.researcherid.com/rid/A-4063-2008
Некоторые из работ 2012—2017:
- Lateral variations of radiobiological properties of therapeutic fields of H-1, He-4, C-12 and O-16 ions studied with Geant4 and microdosimetric kinetic model, S. Dewey, L. Burigo, I. Pshenichnov, I. Mishustin, M. Bleicher, Phys. Med. Biol. 62 (2017) 5884-5907
- Distributions of deposited energy and ionization clusters around ion tracks studied with Geant4 toolkit, L. Burigo, I. Pshenichnov, I. Mishustin, G. Hilgers, M. Bleicher, Phys. Med. Biol. 61 (2016) 3698-3711
- Comparative study of dose distributions and cell survival fractions for $^1$H, $^4$He, $^{12}$C and $^{16}$O beams using Geant4 and Microdosimetric Kinetic model, L. Burigo, I. Pshenichnov, I. Mishustin, M. Bleicher, Phys. Med. Biol. 60 (2015) 3313-3331
- Chapter I — Hadrontherapy, F. Azaiez, J. Balosso, G. Baroni, M. Bleicher, A. Bracco, S. Brandenburg, … I. Pshenichnov, et al., in: F. Azaiez, A. Bracco, J. Dobes, A. Jokinen, G.-E. Körner, A. Maj, et al. (Eds.), Nuclear Physics in Medicine, Nuclear Physics European Collaboration Committee (NuPECC), 2014, ISBN 978-2-36873-008-9
- Disintegration of $^{12}C$ nuclei by 700—1500 MeV photons, V. Nedorezov, A. D’Angelo, O. Bartalini, V. Bellini, M. Capogni, L.E. Casano, … I. Pshenichnov et al., Nucl. Phys. A. 940 (2015) 264—278.
- Possible Production of Neutron-Rich Heavy Nuclei in Fissile Spallation Targets, I. Mishustin, Y. Malyshkin, I. Pshenichnov, W. Greiner, in: Nuclear Physics Present and Future, 2015: pp. 151–161.
- Synthesis of neutron-rich transuranic nuclei in fissile spallation targets, I. Mishustin, Y. Malyshkin, I. Pshenichnov, W. Greiner, Nucl. Instruments Methods Phys. Res. Sect. B 349 (2015) 133—140.
- Interaction of Fast Nucleons with Actinide Nuclei Studied with GEANT4. Malyshkin Yury, Pshenichnov Igor, Mishustin Igor, Greiner Walter. Nucl. Data Sheets 118 (2014) 329—332